# قرية لزاكة
اللزاگة هي إحدى القرى التابعة لناحية القيارة في محافظة نينوى تقع على بعد 67 كم عن مدينة الموصل وتقع على ضفاف نهر دجلة بشمال العراق.